# Campiglossa argyrocephala
Campiglossa argyrocephala este o specie de muște din genul Campiglossa, familia Tephritidae. A fost descrisă pentru prima dată de Friedrich Hermann Loew în anul 1844. Conform Catalogue of Life specia Campiglossa argyrocephala nu are subspecii cunoscute.